# 裴玄
裴 玄（はい げん、生没年不詳）は、中国後漢末期から三国時代の呉の政治家・学者。字は彦黄。徐州下邳郡の人。

## 生涯
裴玄は厳畯や張承と管仲や子路について論じた事で広く世間に伝えられたという。学問を修めて立派な行動を取り、孫権に仕えて太中大夫まで昇進した。
裴玄は子の裴欽に、桓公・文公・伯夷・柳下恵の4人の優劣について尋ねた事があり、裴欽が自分の考えるところを答え、裴玄との間で議論の往復が行われたがも思うところを述べる、というやり取りが繰り返されたが、ふたりの議論は言葉が美しいうえ道理にもかなっていたという。
孫権の太子の孫登は、陸遜達の輔佐を受けて武昌で政治に携わっていたが、あるとき歩騭に荊州の人物について意見を求めた。このため歩騭は、荊州で功績を挙げた呉の人物を11名ほど列挙した後、斉や前漢での事例を挙げて賢人を用いるよう忠告した。荊州で功績を挙げた人物で列挙された中に裴玄も含まれていたという。